# 伊夫·博纳富瓦
伊夫·博纳富瓦（法語：Yves Bonnefoy；1923年6月4日—2016年7月1日），法国诗人、散文家，生于图尔，父亲是铁道工人。他的作品在战后法国文学中占有重要地位，探索了口头及书面语言的意涵。他还创作了一系列翻译作品，最著名的是对莎士比亚的翻译，同时也写了一些关于美术及美术史的著作，包括对胡安·米罗和阿尔伯托·贾科梅蒂的研究。出版的诗集有《杜弗的动与静》（1953）、《昨天的空寂的王国》（1958）、《写字石》（1965）、《门槛的诱惑》（1975）、《在影子的光芒中》（1987）、《雪的开始与结束》（1991）和《流浪的生命》（1993）等。

## 生平
1923年，伊夫·博纳富瓦出生在法国图尔，母亲是小学教师，父亲是铁路工人。博纳富瓦自述，童年时外祖父对自己影响很大——外祖父爱读书、爱写作、勤思考的习惯让其成为了博纳富瓦的“榜样和参照系”。外祖父藏书丰富，儿时的博纳富瓦在他的书房中首次接触到了十九世纪诗歌。七岁那年，他的姨妈还送了他一本诗选，并在上面题字“赠我的教子——未来的诗人”。除了家人的影响以外，法国的义务教育课程也为博纳富瓦打下了一定的文学基础。在学校里，他学习了维克多·雨果，浪漫派，巴纳斯派的作品，还在一场朗诵比赛上，凭借朗诵维尼的《摩西》获奖。十六岁时，他接触到了兰波和皮埃尔·让·茹夫的著作。上高中后，他又选修了哲学和自然科学，并开始对认识论、逻辑学和观念史感兴趣。同时，他开始阅读巴士拉、克尔凯郭尔和舍斯托夫的作品。
高中毕业后，博纳富瓦进入普瓦捷大学学习数学，但之后他便立志于诗歌，于是他离开普瓦捷前往巴黎，进入了超现实主义的圈子。来到巴黎后，为了文凭学位，博纳富瓦进入索邦大学继续学习，但是没有修完课程只能中止学习。之后他找了一份补习班老师的工作，教授数学和自然科学。
1943年末，博纳富瓦抵达巴黎后参加了保罗·瓦雷里的讲座，其间遇到了齐奥朗和罗兰·巴特。1946年，法国超现实主义诗歌的奠基人安德烈·布勒东回国，博纳富瓦与其相识，布勒东之后便将他介绍给了画家维克多·布罗内。在巴黎，博纳富瓦还结交了出版家、作家阿德里安娜·莫尼耶（Adrienne Monnier）。同一年，博纳富瓦自费出版了他的长诗《论钢琴师》，莫尼耶将其放在自己的书店帮助以帮助他提升销量。三年后，莫尼耶受邀主编一套诗丛，于是她建议博纳富瓦出版一部诗集加入，博纳富瓦便开始着手创作《杜弗的动与静》。1953年，《杜弗的动与静》出版，博纳富瓦一举成名。
1954年，皮埃尔·莱里斯（Pierre Leyris）计划组织翻译莎士比亚的著作，邀请博纳富瓦加盟。于是，博纳富瓦开始翻译《尤里乌斯·凯撒》、《哈姆雷特》、《亨利四世》、《冬天的故事》和一些莎士比亚的诗歌。